# Critics' Choice Super Awards
O Critics' Choice Super Awards é uma premiação apresentada anualmente pela Critics Choice Association para homenagear o mais populares filmes e séries do ano, incluindo os gêneros de super-heróis, terror, ficção científica, fantasia e animação.
Ela foi implantada pela primeira vez em 2020, com a primeira cerimônia marcada sendo marcada pra 10 de janeiro de 2021, virtualmente, devido à pandemia do COVID-19. O prêmio será apresentado por Kevin Smith e Dani Fernandez e será transmitido pela The CW nos Estados Unidos e na TNT no Brasil.

## Historia
A premiação foi anunciada em 12 de outubro de 2020 pela Critics Choice Association. De acordo com o CEO da organização, Joey Berlin, o Critics 'Choice Super Awards foi criado para "reconhecer o brilho, a criatividade e a excelência artística demonstrados em gêneros que, por muito tempo, foram esquecidos por outros programas de premiação". A cerimônia inaugural está marcada para ir ao ar na The CW em 10 de janeiro de 2021 e será produzida pela Bob Bain Productions.

## Categorias

### Categorias de filmes
- Melhor Filme de Ação
- Melhor Ator em Filme de Ação

- Melhor Atriz em Filme de Ação

- Melhor Filme de Animação

- Melhor Ator de Voz em Filme de Animação

- Melhor Atriz de Voz em Filme de Animação

- Melhor Filme de Super-Herói

- Melhor Ator em Filme de Super-Herói

- Melhor Atriz em Filme de Super-Herói

- Melhor Filme de Terror

- Melhor Ator em Filme de Terror

- Melhor Atriz em Filme de Terror

- Melhor Filme de Ficção Científica ou Fantasia

- Melhor Ator em Filme de Ficção Científica ou Fantasia

- Melhor Atriz em Filme de Ficção Científica ou Fantasia

- Melhor Vilão

### Categoria de séries
- Melhor Série de Ação

- Melhor Ator em uma Série de Ação

- Melhor Atriz em Série de Ação

- Melhor Série Animada

- Melhor Ator de Voz em Série Animada

- Melhor Atriz de Voz em Série Animada

- Melhor Série de Super-Heróis

- Melhor ator em Série de Super-Heróis

- Melhor atriz em Série de Super-Heróis

- Melhor Série de Terror

- Melhor Ator em Série de Terror

- Melhor Atriz em Série de Terror

- Melhor série de Ficção Científica ou Fantasia

- Melhor ator em Série de Ficção Científica ou Fantasia

- Melhor Atriz em Série de Ficção Científica ou Fantasia

- Melhor Vilão